# Arsenur

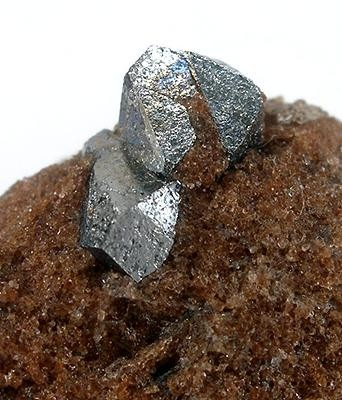
Löllingita de Broken Hill, Yancowinna County, Nova Gal·les del Sud, Austràlia

Un arsenur és un compost químic binari d'arsènic amb un metall menys electronegatiu.
Els arsenurs són obtinguts generalment escalfant una mescla de llurs constituents, i es descomponen per l'acció dels àcids diluïts alliberant arsà (antigament arsina), {\textstyle H_{3}As}. En el cas dels metalls alcalins i alcalinoterris l'aigua produeix ja la descomposició.

## Estat natural
En la naturalesa hom hi troba un bon nombre de minerals que són arsenurs, com ara la domeykita, {\textstyle Cu_{3}As}; la löllingita, {\textstyle FeAs_{2}}; la niquelina, {\textstyle NiAs}; la safflorita, {\textstyle CoAs_{2}} o la sperrilita, {\textstyle PtAs_{2}}.

## Aplicacions
Un elevat nombre de metalls formen arsenurs, amb fórmules {\textstyle MAs_{n}}, on M és el metall i n pot valer 1, 2 o 3. Aquests composts tenen característiques semiconductores, essent el més conegut l'arsenur de gal·li, {\textstyle GaAs}. L'arsenur d'alumini, {\textstyle AlAs}, també és semiconductor i és un material avantatjós per fabricar aparells d'optoelectrònica com són els diodes emissors de llum. També es fa servir en la fabricació d'algunes cel·les solars.